# Simone Grünewald
Simone Grünewald (* 23. März 1975) ist Leiterin des Kultourismus und des Museums in Gelnhausen.

## Ausbildung
Simone Grünwald besuchte die Grundschule in Krombach und wechselte dann ans musische Karl-Theodor-von-Dalberg-Gymnasium in Aschaffenburg.
Ihr Abitur legte sie 1994 in den Fächern Deutsch und Musik (Klarinette und Klavier) ab.
Nach dem Abitur besuchte sie 1 Jahr die Sprachschule (Englisch, Spanisch und Französisch) und begann anschließend ein BWL-Grundstudium an der Julius-Maximilians-Universität Würzburg.
Daran schloss sich das Studium Mediävistik, neuere Literaturwissenschaft, mittlere und neuere Geschichte an der Julius-Maximilians-Universität Würzburg und der Goethe-Universität Frankfurt bei Wolfgang Neuber, Volker Bohn und Hans-Ulrich Schmid an.
Im Jahr 2002 folgte der Abschluss an der Goethe-Universität Frankfurt als magister artium mit der Abschlussarbeit „Der simplicianische Zyklus des Hans Jakob Christoffel von Grimmelshausen“.

## Beruflicher Werdegang
Heute leitet Simone Grünewald das Tourismusbüro und das Museum Gelnhausen – auch als Leitung der Abteilung „Kultourismus“ beschrieben.
2016 entwickelte sie die Neukonzeption und Umbau des Heimatmuseums zu einem modernen, interaktiven Familienmuseum mit einer eigenen Kinderebene. Sie zeichnet ebenfalls verantwortlich für das begehbare Ohr in Gelnhausen. Im Museum finden Lesungen, Vorträge und Sonderausstellungen für Kinder und Erwachsene statt.
Im gleichen Zeitraum konzipierte sie in Zusammenarbeit mit dem örtlichen Escape-Room innovative, interaktive Outdoorrallyes, die fundierte Geschichtsvermittlung und Spielerlebnis gleichermaßen sind.
Seit ihrem Studium beschäftigt sich Simone Grünewald mit den Werken des Barockschriftstellers Grimmelshausen. Sie kuratierte zahlreiche Ausstellungen, Lesungen und Vorträge zum Thema. In der „Grimmelshausen-Welt“ des von ihr gestalteten Museums wird auf einer eigenen Etage die größte Sammlung an barocken Erstausgaben, die in einem Museum zu sehen ist, präsentiert und wissenschaftlich aufgearbeitet.
Auch als Stadtführerin ist Simone Grünewald aktiv und bildet diese aus. Darüber hinaus ist sie Mitglied der Grimmelshausen-Gesellschaft.

## Veröffentlichungen
- 2002: Der Simplicianische Zyklus des Hans Jakob von Grimmelshausen
- 2007: Die Pfarrkirche in Krombach im Wandel der Zeit. Kunsthistorischer Kirchenführer
- 2008: mit Dieter Martin – Grimmelshausen-Drucke in Gelnhausen. In Simpliciana. Schriften der Grimmelshausen-Gesellschaft
- 2011: Grimmelshausen und sein Simplicissimus im Kinzigtal. Der Weg einer weltberühmten Romanfigur durch unsere Heimat. Der Dreißigjährige Krieg In Hanau und Umgebung.
- 2022: mit Illustrationen von Klaus Puth: Die Abenteuer des Simplicissimus. Grimmelshausen nacherzählt für Jugendliche und Junggebliebene.
- 2023: Ausstellung Narren, Gauner, schräge Helden – Grimmelshausens Simplicissimus in Comics und Bildern

## Auszeichnungen
- 2023: Grimmelshausen-Preis (Sonderpreis) für „Die Abenteuer des Simplicissimus“ – zusammen mit Klaus Puth[2]